# Sol major
Sol major (també Sol M en la notació europea i G en la notació americana) és la tonalitat que té l'escala major a partir de la nota sol. Així, la seva escala està constituïda per les notes sol, la, si, do, re, mi i fa. La seva armadura té un sostingut (fa). El seu relatiu menor és la tonalitat de mi menor, i la tonalitat homònima és sol menor.
En la música de Johann Sebastian Bach, "sol major és sovint una tonalitat de ritmes encadenats en compàs 6/8" d'acord amb Alfred Einstein, i en l'era barroca, sol major va ser considerada la "tonalitat de la benedicció." És utilitzada en sinestèsia per representar el color taronja.
De les 555 sonates per a teclat de Scarlatti, 69 estan en sol major, i 12 de les 104 simfonies de Haydn també. Beethoven, d'altra banda, va usar molt poc sol major; la seva única obra orquestral important en aquesta tonalitat és el seu Concert per a piano núm. 4.
Per a les obres orquestrals en sol major, les dues timbales habitualment són afinades en sol i re, a una distància d'una quinta, en lloc d'una quarta com passa sovint en altres tonalitats.

## Obres clàssiques famoses en sol major
- Eine kleine Nachtmusik - Wolfgang Amadeus Mozart
- Concert de Brandenburg núm. 3 i 4, Variacions Goldberg - Johann Sebastian Bach
- Simfonia "Sorpresa" - Franz Joseph Haydn
- Fantasia sobre un tema de Thomas Tallis - Ralph Vaughan Williams
- Concert per a piano núm. 4 - Ludwig Van Beethoven
- Concert per a piano núm. 2 de Piotr Ilich Txaikovski
- Concert per a piano en sol (Ravel) de Maurice Ravel

## Cançons pop conegudes en sol major
- American Pie - Don McLean
- Baby I Love Your Way - Peter Frampton
- Me Enamora - Juanes
- Quiero Ser - Amaia Montero
- (Sittin' On) The Dock of the Bay - Otis Redding
- Georgia on My Mind - Ray Charles
- All You Need Is Love - The Beatles
- Helter Skelter - The Beatles
- Good Riddance (Time Of Your Life) - Green Day
- Trouble - Coldplay
- Stand By Me - Oasis
- I'm A Believer -The Monkees
- Live and Let Die -Paul McCartney & Wings
- Louisiana 1927 -Randy Newman
- Lucy in the Sky with Diamonds - The Beatles (en el cor - també en La mayor i Si bemoll mayor)
- Live Forever - Oasis
- Grace Kelly - Mika
- I gotta find you - Jonas Brothers
- Welcome to the Black Parade - My Chemical Romance